# オットー・ペンツィヒ
アルベルト・ユリウス・オットー・ペンツィヒ（Albert Julius Otto Penzig、イタリアでは Albertus Giulio Ottone Penzig、 1856年3月25日 - 1929年3月6日）は、ドイツ生まれで、イタリアに帰化した植物学者、菌類学者である。

## 生涯
現在のポーランドのザニエニツェ（ドイツ語名：ザーミッツ）に生まれた。ブラスロー大学で学んだ。健康を害し、避寒地の地中海岸に移った。健康を回復した後も、イタリアに残り、パヴィア大学、パドヴァ大学で研究し、菌類学者のピエール・アンドレア・サッカルドの助手を務めた。1882年にイタリアに帰化し、モデナ大学の私講師、モデナの農業試験場の所長などを務め、1887年にジェノア大学の教授となった。長期にわたって、植物雑誌"Malpighia. Rassegna mensuale di botanica"（「マルピギア、月刊植物学レビュー」）を編集し、友人の園芸家、トーマス・ハンブリー（Thomas Hanbury）とエチオピア、インドネシア、セイロン島を研究旅行した。
子嚢菌門の菌類の属名、Penzigiaや、蘚類の属名、Penzigiellaに献名されている。

## 著作
- Pflanzen-Teratologie systematisch geordnet, 2 Bde., Genua 1890–1894; 3 Bde., Berlin 1921–1922
- Flora popolare italiana. Raccolta die nomi dialettali delle principali piante indigine e coltivati in Italia, 2 Bände Genua 1924 (541+615 Seiten, Bd. 1: wissenschaftlich-volkssprachlich; Bd. 2: volkssprachlich-wissenschaftlich)